# Kanton Montrésor
Kanton Montrésor (francouzsky Canton de Montrésor) je francouzský kanton v departementu Indre-et-Loire v regionu Centre-Val de Loire. Tvoří ho 10 obcí.

## Obce kantonu
- Beaumont-Village
- Chemillé-sur-Indrois
- Genillé
- Le Liège
- Loché-sur-Indrois
- Montrésor
- Nouans-les-Fontaines
- Orbigny
- Villedômain
- Villeloin-Coulangé